# Dichromodes cynica
Dichromodes cynica är en fjärilsart som beskrevs av Edward Meyrick 1911. Dichromodes cynica ingår i släktet Dichromodes och familjen mätare. Inga underarter finns listade i Catalogue of Life.